# 世界境域志
《世界境域志》（波斯语：‎，原为阿拉伯语“世界的边境”的意思），是十世纪一本出版於伊朗朱兹詹地区的無名氏伊斯蘭地理學著作。
這本書介绍當時伊斯蘭世界已知的國家的氣候和地理，人民的風俗，共有45個國家。
這本書的作者並没真正到訪這些國家，一部分内容來自其他伊斯蘭地理學作品。

## 重要性
這本書介绍當時中亞很多突厥人部落，對研究他們很有參考價值。

## 译本
1937年弗拉基米尔·米诺尔斯基出版了英译本，题名为The Regions of the World。

### 汉译本
- 《世界境域志》，王治来译注，上海：上海古籍出版社，2010，ISBN:978-7-5325-5658-8